# Mong La
Mong La é uma cidade e município do estado de Xã, no Mianmar (Birmânia) e faz fronteira com a China e o Laos. Por compartilhar uma extensa fronteira com a China, o município é um centro para produção e tráfico de narcóticos, e comércio ilegal de animais selvagens. Ele também oferece jogos de azar e prostituição para turistas chineses.

## História
Mong La ou Mongla foi a Região Especial #4 do estado antes da nova constituição, em 2008. Abriga o Exército Nacional da Aliança Democrática (ENAD) e seu líder Lin Mingxian, também conhecido como Sai Leun. Era a Zona de Guerra #815 do antigo Partido Comunista da Birmânia (PCB). Em 2008, o Exército Unido do Estado Wa opôs-se fortemente ao movimento de doar de seu controle a área adjacente de Mong Pawk, pois ela serve como um elo com seu aliado, o ENAD em Mongla.
Na eleição geral de 2010, o eleitorado de Mong La para a Assembléia do Povo (Pyithu Hluttaw) foi cancelado.